# Veronica maccaskillii
Veronica maccaskillii är en grobladsväxtart som först beskrevs av Harry Howard Barton Allan, och fick sitt nu gällande namn av Peter B. Heenan. Veronica maccaskillii ingår i släktet veronikor, och familjen grobladsväxter. Inga underarter finns listade i Catalogue of Life.